# 傅天余
傅天余（1973年9月13日—），台中人，台灣編劇、導演、作家。政大日本語文學系、紐約大學媒體生態與電影研究所碩士班畢業。
以文學創作開始創作生涯，曾以《清潔的戀愛》一文奪得第24屆時報文學獎短篇小說首獎（正在進行電影長片改編計畫），同年再度以《業餘生命》獲得中央日報文學獎小說類首獎。之後在吳念真導演鼓勵與訓練下，從文學創作開始轉往劇本寫作以及導演工作，曾獲得新聞局優良電影劇本獎及電視金鐘獎最佳編劇。2009拍攝第一部電影長片作品《帶我去遠方》，入圍多項國內外影展。近年以情感細膩、人文味道濃厚的的女性角度，獲邀為多位知名歌手拍攝音樂錄影帶與時尚短片作品，2023再度拍攝電影長片作品《本日公休》，於國內外影展電影節獲獎和入圍許多獎項。

## 電影長片 作品
- 2009《帶我去遠方》

（編導 / 35釐米電影長片‧2009年/香港電影節、台北電影節、捷克卡羅維瓦力影展、舊金山影展、沖繩影展）
- 2009 《CLEAN LOVE愛乾淨》入選東京影展創投企畫
- 2012 《我的蛋男情人》入選2012金馬影展創投企劃（2016年上映）
- 2023 《本日公休》

## 電視電影 作品
- 《黛比的幸福生活》    （編導 / HD   ＊入圍2012 電視金鐘獎最佳劇情片等四項大獎 ）
- 《青春水漾》青少性教育公益短片（編導‧數位‧2011年台灣性別平等教育協會）
- 《偵探物語》（編劇。2008公共電視。入圍金鐘獎最佳編劇）
- 《為什麼要對你掉眼淚》（編導‧HD‧2006年公共電視）、獲金鐘獎最佳編劇）
- 《畢業生系列--自然捲》（編導‧Digital Betacam‧2006公共電視）
- 《箱子》（編導‧HD‧2003年公共電視‧入圍金鐘獎最佳女主角、最佳男配角、最佳導演、最佳編劇、最佳單元劇）

## MV音樂錄影帶
2019
- 曾沛慈   【怎麼能這樣】

2014
- 蔡依林   【第三人稱】

2013
- 張靚穎 【微笑以後】
- 林俊傑  【十秒的衝動】及同名微電影
- 陶晶瑩 【我不祝福】

2012
- S.H.E 【還我】
- 郭靜  【別去問他好嗎】
- 徐佳瑩  【不難】  【理想人生】
- 梁詠琪   【換約】
- 萬芳      【原來我們都是愛著的】【Michelle的第一天】
- 郭采潔   【該忘了】  【還愛著你】
- 蔡依林   【我】

2011
- 蔡健雅   【Letting Go】 【舊行李】

2010
- 林俊傑 【她說】及同名音樂電影
- 萬芳     【看見快樂對我笑】【我們不要傷心了】

## 參與作品
- 2024 電影長片《閩江船事件》擔任監製，入選2024金馬創投FPP企劃並獲文策院原創獎[2]

## 廣告短片
- 2012   VOGUE X 香奈兒小黑外套 X 郭采潔

## 紀錄片
- 2010 日本當代藝術家村上隆（Takashi Murakami）紀錄片《到死都要搞藝術》
- 2010 台灣國際紀錄片雙年展  大台中記事 《阿蕊的家庭理髮》

## 文字出版
- 《暫時的地址》  （散文‧2002年麥田出版社）
- 《業餘生命》     （短篇小說‧2006年麥田出版社）
- 《帶我去遠方 電影書》   （電影圖文書  2009 圓神出版社）

## 獲獎記錄
- 《箱子》獲89年新聞局優良電影劇本獎
- 《純屬意外》劇本獲90年電影長片輔導金（導演洪智育）
- 《箱子》獲92年電視金鐘獎最佳單元劇、最佳導演、最佳女主角、最佳男配角入圍
- 《你在看我嗎》獲92年電視金鐘獎單元劇最佳編劇
- 《自然捲》獲第一屆教育影展最佳影片
- 《偵探物語》獲96年金鐘獎連續劇最佳編劇獎入圍
- 《帶我去遠方》獲95年新聞局電影長片輔導金新人組400萬

## 作品

### 書籍
- 《暫時的地址》（散文‧2002年麥田出版社）
- 《業餘生命》（短篇小說‧2006年麥田出版社）
- 《帶我去遠方 電影書》（電影圖文書  2009 圓神出版社）

### 電視
- 《箱子》，2003年，公視人間劇展，編導。
- 《你在看我嗎》，2003年，獲金鐘獎最佳編劇。
- 《為什麼要對你掉眼淚》，2006年，公視人間劇展，導演。
- 《偵探物語》，2005年，公視，編劇。
- 《自然捲》，2006年，公視畢業生故事系列，編導。

### 電影
- 《帶我去遠方》，2009年，編導。
- 《我的蛋男情人》，2016年，編導。
- 《本日公休》，2022年，編導。

## 外部連結
- 傅天余的Facebook專頁
- 傅天余在互联网电影资料库（IMDb）上的資料（英文）（英文）
- 傅天余在香港影庫上的簡介
- 傅天余在豆瓣上的资料（简体中文）
- 傅天余在时光网上的簡介（简体中文）